# Kézdy Juliska
Kézdy Juliska, született: Bodnár Julianna, névváltozat: Kézdi (Debrecen, 1868. december 27. – Gyöngyös, 1909. augusztus 4.) színésznő.

## Életútja
Apja Bodnár János napszámos, anyja Magi Zsuzsanna, mindketten reformátusok. Ungvárott járt leányiskolába, majd nevelőnőnek ment. A színház iránti vonzalma azonban csakhamar Budapestre vitte, ahol 1893-ban a Népszínházban segédszínésznő lett, s másfél évig működött az intézménynél. Itt azonban nem sok babér termett számára, emiatt elszerződött Aradra, Leszkay Andráshoz. Páratlanul szép színpadi megjelenése, gyönyörű arca csakhamar kedvencévé tették az aradi és a nagyváradi közönségnek. Nagy sikere volt Kassán és Székesfehérvárott is. Ezután Szegeden működött Somogyi Károlynál, az ő társulatával eljutott Pécsre, majd Kaposvárra, ahol 1897. március 1-jén dr. Müller Nándor ügyvéd neje lett. Frigyük megáldására a református templomban került sor.
1899 márciusában fellépett Pécsett az Ingyenélők Sári szerepében, majd Carl Millöcker operettjében, A boszorkányvárban Verust énekelte a kolozsvári nemzeti színházban.
A művészetért annyira élt-halt, a színpadhoz oly vonzódás fűzte, hogy a csendes, egyhangú polgári élet nem tudta kielégíteni. Megmondta ezt férjének is, és kérte, hogy engedje vissza a színpadra. A férj megtagadta ezt, mire az asszony elvált tőle. Mielőtt a válópere folyt, sokan mondták neki, hogy keservesen megbánja még amit tesz, figyelmeztették, hogy a közönség épp olyan hamar felejt, amilyen gyorsan felkap valakit. Az asszony ezt jól megjegyezte magának, amikor a válópere lejárt, az első szava ez volt: «No most egyetlen egy kártyán van az életem!» Rohant az igazgatókhoz és szerződési ajánlatokat kért. A dolog nem ment oly gyorsan, mint gondolta, nemcsak a közönség felejt, de az igazgatók is, és a boldogtalan fiatalasszony elhitette magával, hogy az életben teljesen elbukott, pályája véget ért és soha sem foglalhatja el többé régi helyét a színpadon.
1899. május 31-én este fél 10 órakor Budapesten öngyilkossági kísérletet hajtott végre revolverrel, mellbe lőtte magát a Hunyady tér 3. sz. alatti lakásban, ahol vendégképp szállt meg dr. Fekete Sándor ezredorvos özvegyénél. A mentők Réczey Imre tanár klinikájára szállították a Rókus-kórházba. A golyó a tüdejét roncsolta, de egyéb létfontosságú szerve nem sérült és így néhány hét alatt felépült. 1900-ban elméje elborult és előbb a lipótmezei, majd 1901-ben a gyulai elmegyógyintézetbe került.
Férje, Müller Nándor 1906. december 5-én Kaposvárott hunyt el 57 éves korában. Kézdy Juliska halálát tüdővész és terjedő hűdéses elmezavar okozta alig három évvel később.